# Pressana
Pressana é uma comuna italiana da região do Vêneto, província de Verona, com cerca de 2.433 habitantes. Estende-se por uma área de 17,72 km², tendo uma densidade populacional de 143 hab/km². Faz fronteira com Cologna Veneta, Minerbe, Montagnana (PD), Roveredo di Guà, Veronella.

## Demografia
| Variação demográfica do município entre 1861 e 2011                               |
|                                                                                   |
| Fonte: Istituto Nazionale di Statistica (ISTAT) - Elaboração gráfica da Wikipedia |